# Bridget Hall
Bridget Hall (* 12. Dezember 1977 in Springdale, Arkansas) ist ein US-amerikanisches Fotomodell.

## Biografie
Ihre Kindheit verbrachten Bridget Hall, ihr älterer Bruder Joshua und ihre Mutter Donna in Dallas, Texas. 1987 unterschrieb Hall ihren ersten Vertrag mit der Modelagentur The Kim Dawson Agency in Dallas. Sie ging auf die R.L. Turner High School in Carrollton, Texas. Mit fünfzehn (1992) brach sie die Schule ab, um für die Modelagentur Ford Modeling Agency zu arbeiten. Ein Jahr später posierte sie in ihrem ersten Badeanzug-Kalender. 1994 wurde sie von dem Magazin Forbes unter die zehn bestbezahlten Supermodels (Best 10 moneymaking Super Models) des Jahres gewählt. 1996 war sie auf dem Cover der US-amerikanischen Elle, Marie Claire und der Glamour. Seit ihrem Einstieg in die Modelwelt (1992), war sie in über 200 Modemagazinen vertreten, darunter auch in Cosmopolitan und Vogue. 1999 erschien sie zum ersten Mal im Pirelli-Kalender.
1994 hatte sie eine kurze Beziehung mit dem damals gerade aufstrebenden Filmstar Leonardo DiCaprio.
Bridget Hall ist neben dem Modeln auch als Schauspielerin tätig. Ihr Filmdebüt hatte sie in dem Dokumentarfilm Scratch the Surface an der Seite von Phoebe Cates und Popsängerin Whitney Houston. Sie spielte zudem in Der Teufel trägt Prada (2006) und Death Toll (2008).